# Atanasio Soldati
Pour les articles homonymes, voir Soldati.
 (mars 2015).
Atanasio Soldati (Anton), (Parme, 24 août 1896 – 27 août 1953) est un peintre italien actif dans la première moitié du XXe siècle.

## Biographie
Atanasio Soldati durant les années 1930 fut une figure centrale de l'art abstrait italien naissant à Côme et Milan. Après avoir participé de 1915 à 1918 à la Première Guerre mondiale, il a étudié l'architecture jusqu'en 1920 à l'Académie des Beaux-Arts  de Parme. Avant de commencer à peindre il a également enseigné le dessin à l'École Professionnelle de Langhirano (1923-1925).
En 1925 il a déménagé à Milan. Il ne se cantonne plus  à des compositions d'« espace hurbain » plutôt réductrices, des éléments de  peinture métaphysique. À partir de 1934 il montra son intérêt pour le cubisme et le purisme. En 1936 il rejoignit le groupe parisien Abstraction-Création.
Ses ateliers milanais ayant été détruits pendant la Seconde Guerre mondiale, Atanasio Soldati déménagea à Pavie où il rejoignit la Résistance.
Après la guerre, avec Gillo Dorfles (1910-2018), Gianni Monnet (1912-1958) et Bruno Munari (1907-1998), il a fondé à Milan le Movimento Arte Concreta (MAC) (1948).

## Œuvres
- Composition en noir (1935) Galerie art moderne, Turin.
- Ambiguïté (1950), Galerie art moderne, Gallarate.
- Composizione (1933),
- Grande Campo n°2 (1951),
- Composizione con Pesce (1947),
- Autoportrait (1930),
- Vue marine à Grottamare (1931),